# Przedszkole (Nowa Muchówka)

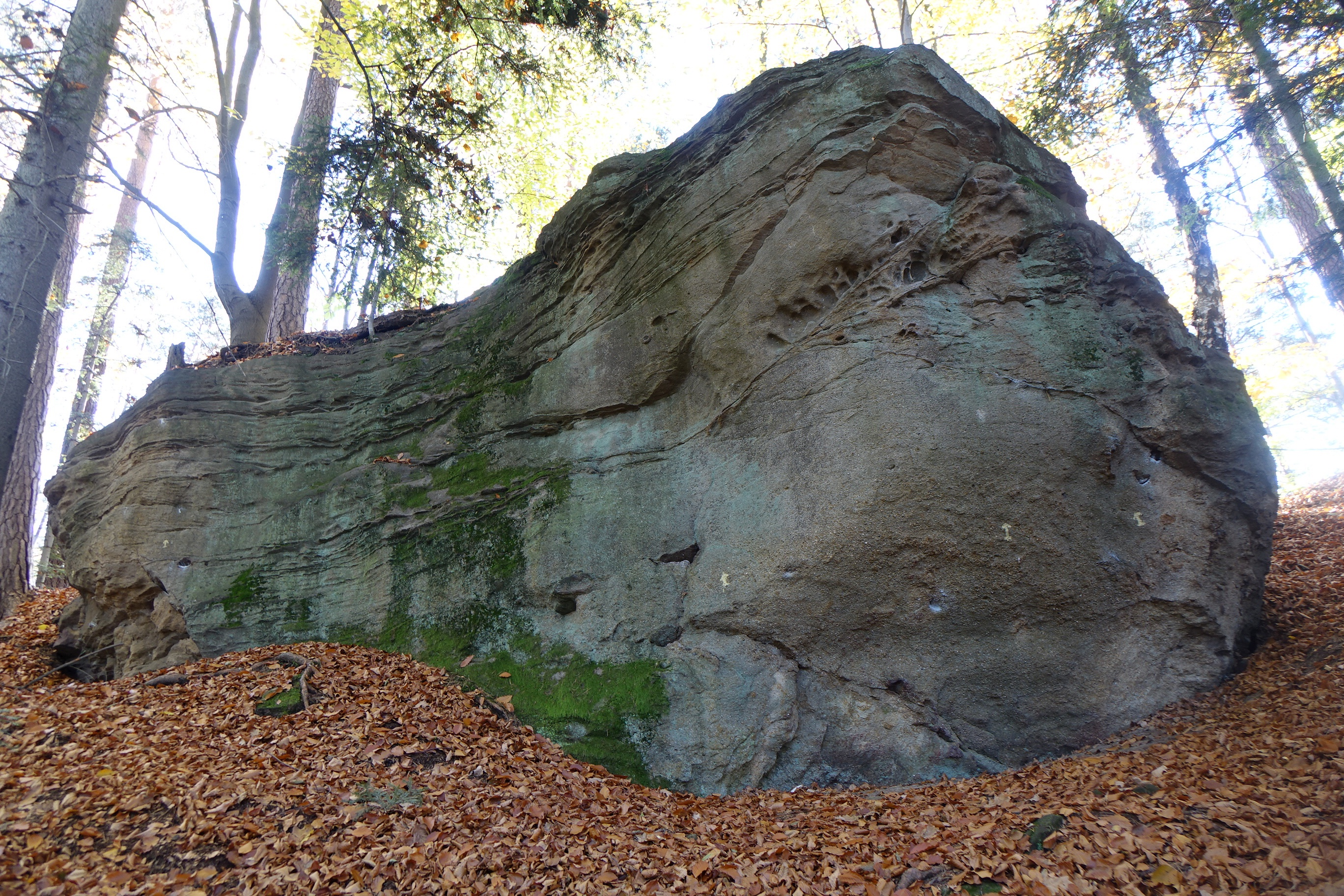

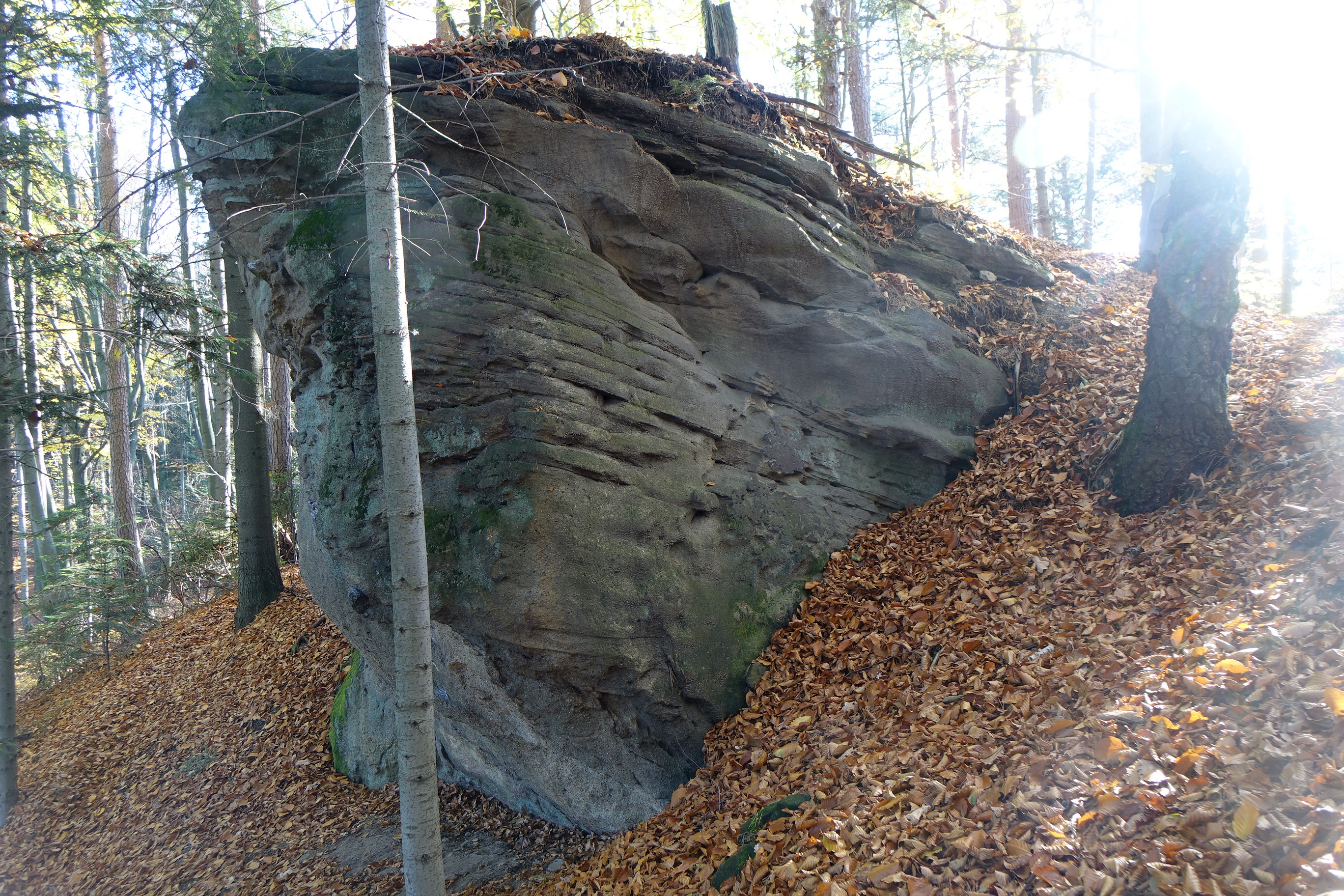

Przedszkole – skała we wsi Muchówka w województwie małopolskim, w powiecie bocheńskim, w gminie Nowy Wiśnicz. Pod względem geograficznym rejon ten należy do Pogórza Wiśnickiego w obrębie Pogórza Zachodniobeskidzkiego.
Przedszkole to zbudowana z piaskowca skała znajdująca się w lesie na grzbiecie Paprockiej (także Paprotnej), na wysokości około 400 m n.p.m. Dojść do niej można z drogi Muchówka – Rajbrot idąc leśną drogą w kierunku Muchówki. Droga ta zaczyna się około 150 metrów od położonego przy niej cmentarza wojennego nr 303 – Rajbrot. Skała znajduje się w odległości około 800 m od szosy po prawej stronie drogi, za szlabanem i niewielką polanką. Uprawiany jest na niej bouldering. Jest 6 dróg wspinaczkowych (baldów) o trudności od 4+ do 7a w skali francuskiej. Pozycje startowe do dróg zaznaczone są na skale żółtą strzałką. Start do wszystkich dróg z pozycji siedzącej lub stojącej.
Przedszkole to jedna z czterech skał zaliczanych do grupy Nowa Muchówka. Pozostałe skały to Huba, Kamień z Drzewem i Kamień z Jamą. Na nich również uprawiany jest bouldering. Huba znajduje się oddzielnie i bliżej szosy, trzy pozostałe skały są blisko siebie. Przedszkole jest środkową z nich i są na niej najłatwiejsze baldy (stąd nazwa Przedszkole).

1. Bańka; 5+
2. 4U View; 4+
3. Dry Toolong; 5+
4. Hegemon; 4+
5. Bez nazwy; 7a
6. Srebrna ochrona; 5+[1].